# (104052) Zachery
(104052) Zachery est un astéroïde de la ceinture principale.

## Description
(104052) Zachery est un astéroïde de la ceinture principale. Il fut découvert le 6 mars 2000 à Lac Tekapo par Nigel Brady. Il présente une orbite caractérisée par un demi-grand axe de 2,65 UA, une excentricité de 0,22 et une inclinaison de 12,5° par rapport à l'écliptique.